# 東松島市立鳴瀬第二中学校
東松島市立鳴瀬第二中学校（ひがしまつしましりつ なるせだいにちゅうがっこう、英: Higashi-matsushima municipal - Naruse Dai-ni Junior High School）は、宮城県東松島市にあった公立中学校。通称は「鳴瀬二中」（なるせにちゅう）、または「鳴二」（なるに）だった。
2011年3月11日に発生した東北地方太平洋沖地震（東日本大震災）の津波で校舎が全壊する被害を受けた。震災以降、東松島市立鳴瀬第一中学校の校舎を間借りして使用してきたが、2013年3月に鳴瀬第一中学校と統合され、閉校。（同年4月からは鳴瀬第一中学校の校舎を使用し、東松島市立鳴瀬未来中学校となった。）

## 沿革
- 1958年（昭和33年）10月1日 - 鳴瀬町立野蒜中学校と鳴瀬町立宮戸中学校が統合して鳴瀬町立鳴瀬第二中学校が開校。
- 2005年（平成17年）4月 - 2町（鳴瀬町、矢本町）の合併により、東松島市立鳴瀬第二中学校に改称
- 2011年（平成23年）3月11日 - 東北地方太平洋沖地震（東日本大震災）の津波により、校舎が全壊（その後、鳴瀬第一中学校の校舎を間借りして使用）
- 2013年
  - 1月 - 日本オーケストラ連盟に加盟する「東京フィルハーモニー」が校歌をCDに収録
  - 3月31日 - 東松島市立鳴瀬第一中学校と統合され、東松島市立鳴瀬未来中学校が4月1日より開校するため、閉校

## 交通アクセス
- 仙石線 野蒜駅下車

## 主な通学区域
- 東松島市立野蒜小学校の校区
- 東松島市立宮戸小学校の校区

## 周辺施設
- かんぽの宿松島
- アネックススポーツランド